# Kinya Wada
Kinya Wada (キニア・ワダ 26 de febrero de 1961 en Kochi?) es un expiloto de motociclismo japonés. Wada debutó en 1989 con Honda. Su mejor temporada fue 1993 cuando acabó en la posición número 17 de la clasificación general de la categoría de 125cc.

## Resultados en el Campeonato del Mundo
Sistema de puntuación desde 1988 hasta 1991:
| Posición | 1.º | 2.º | 3.º | 4.º | 5.º | 6.º | 7.º | 8.º | 9.º | 10.º | 11.º | 12.º | 13.º | 14.º | 15.º |
| Puntos   | 20  | 17  | 15  | 13  | 11  | 10  | 9   | 8   | 7   | 6    | 5    | 4    | 3    | 2    | 1    |

Sistema de puntuación en 1992:
| Posición | 1.º | 2.º | 3.º | 4.º | 5.º | 6.º | 7.º | 8.º | 9.º | 10.º |
| Puntos   | 20  | 15  | 12  | 10  | 8   | 6   | 4   | 3   | 2   | 1    |

Sistema de puntuación de 1993 hasta 2022:
| Posición | 1.º | 2.º | 3.º | 4.º | 5.º | 6.º | 7.º | 8.º | 9.º | 10.º | 11.º | 12.º | 13.º | 14.º | 15.º |
| Puntos   | 25  | 20  | 16  | 13  | 11  | 10  | 9   | 8   | 7   | 6    | 5    | 4    | 3    | 2    | 1    |

### Carreras por año
| Año  | Cat.  | Moto  | 1      | 2       | 3       | 4      | 5       | 6       | 7      | 8       | 9       | 10      | 11      | 12      | 13      | 14     | 15     | Pos. | Pts. |
| ---- | ----- | ----- | ------ | ------- | ------- | ------ | ------- | ------- | ------ | ------- | ------- | ------- | ------- | ------- | ------- | ------ | ------ | ---- | ---- |
| 1989 | 125cc | Honda | JPN 19 | AUS -   |         | SPA -  | NAT -   | GER -   | AUT -  |         | NED -   | BEL -   | FRA -   | GBR -   | SWE -   | CZE -  |        | 0    | -    |
| 1990 | 125cc | Derbi | JPN 5  |         | SPA -   | NAT -  | GER -   | AUT -   | YUG -  | NED -   | BEL -   | FRA Ret | GBR 17  | SWE Ret | CZE 13  | HUN 12 | AUS 8  | 26   | 22.º |
| 1991 | 125cc | Honda | JPN 15 | AUS 24  |         | SPA -  | ITA Ret | GER 14  | AUT 30 | EUR 12  | NED 18  | FRA Ret | GBR Ret | RSM 19  | CZE 15  |        | MAL 10 | 14   | 20.º |
| 1992 | 125cc | Honda | JPN 8  | AUS 13  | MAL Ret | SPA 14 | ITA 17  | EUR Ret | GER 16 | NED Ret | HUN Ret | FRA 15  | GBR 9   | BRA Ret | RSA 12  |        |        | 5    | 19.º |
| 1993 | 125cc | Honda | AUS 6  | MAL Ret | JPN Ret | SPA 14 | AUT 14  | GER Ret | NED 12 | EUR Ret | RSM 13  | GBR 12  | CZE 17  | ITA 11  | USA Ret | FIM 16 |        | 30   | 17.º |

| Color     | Resultado                                                               |
| --------- | ----------------------------------------------------------------------- |
| Oro       | Ganador                                                                 |
| Plata     | 2.ª plaza                                                               |
| Bronce    | 3.ª plaza                                                               |
| Verde     | Finalizó en los puntos                                                  |
| Azul      | Finalizó sin puntos                                                     |
| Azul      | NC - No clasificado                                                     |
| Violeta   | Ret - No terminó (Carrera)                                              |
| Rojo      | DNQ - No se clasificó                                                   |
| Negro     | DSQ - Descalificado                                                     |
| Blanco    | DNS - No empezó (carrera)                                               |
| Blanco    | WD - Retirado (fin de semana)                                           |
| Blanco    | C - Carrera cancelada                                                   |
| Sin color | DNP - Inscrito pero no participó                                        |
| Sin color | INJ - Lesionado                                                         |
| Sin color | EX - Excluido                                                           |
| Estado    | Resultado                                                               |
| Negrita   | Pole position                                                           |
| Cursiva   | Vuelta rápida                                                           |
| †         | Abandona, pero clasifica al completar el porcentaje requerido para ello |